# أفريكانيوز
أفريكانيوز هي خدمة إخبارية متعددة اللغات، يقع مقرها الرئيسي سابقًا في بوانت نوار بجمهورية الكونغو . أجبرت مخاوف الميزانية الناجمة عن فيروس كورونا القناة على نقل عملياتها بشكل دائم إلى غرفة أخبار صغيرة في المقر الرئيسي لقناة يورونيوز الشقيقة في ليون بفرنسا. بدأت القناة الإخبارية البث عبر الإنترنت، وعبر التلفزيون والقمر الصناعي في 20 أبريل 2016. تضم غرفة الأخبار 30 صحفيًا وحوالي 55 موظفًا تقنيًا.

## الإذاعة
مثل قناة يورونيوز الشقيقة، تقدم أفريكانوز الأخبار وملخصات الطقس كل نصف ساعة.

### اللغات
حاليًا، تُبث البرامج باللغتين الإنجليزية والفرنسية حيث أن معظم الرسومات والتعليقات على الشاشة ثنائية اللغة. تخطط القناة لتوسيع واستيعاب معظم سكان القارات وتخطط لطرح محتوى باللغة السواحيلية والعربية والإسبانية والبرتغالية قريبًا.

### التوزيع

توافر أفريكانيوز

تُبث القناة حاليًا في 33 دولة جنوب الصحراء الكبرى ويمكن الوصول إليها لـ 7.3 مليون منزل عبر شبكات التلفزيون الأرضية والأقمار الصناعية الرقمية. تتوفر أفريكانيوز في المملكة المتحدة، إلى جانب عدد من القنوات الإخبارية الدولية الأخرى، عبر خدمة الاشتراك في الفيديو عبر الإنترنت نيوز بلاير + وإلى جانب يورونيوز على قناة فريفيو 271 عبر خدمة البث المجانية تشانل بوكس. 